# Type shifter
Type shifter je ve formální sémantice monáda přiřazující prvku typu {\displaystyle e} jím generovaný ultrafiltr typu {\displaystyle \langle \langle e,t\rangle ,t\rangle }:
{\displaystyle x\mapsto \lambda P.P(x)}
Tuto konstrukci zavedla v jazykovědě Barbara Partee pro reprezentaci kvantifikátorů. Její myšlenku později rozšířil Chris Barker na používání kontinuací pro reprezentaci jmenných frází.
Implementace je možná v teorii typů pomocí závislostních typů.